# Nihon animator mihon'ichi
Nihon animator mihon'ichi (日本アニメ（ーター）見本市?, Nihon animētā mihon'ichi, lett. "Fiera degli animatori giapponesi"), titolo internazionale Japan Anima(tor)'s Exhibition, è una serie settimanale di original net anime distribuita come parte di una collaborazione fra lo Studio Khara e Dwango.
La serie non è omogenea, ma composta da cortometraggi animati indipendenti l'uno dall'altro e realizzati da diversi registi, con lo scopo di creare una "vetrina" di stili, tecniche e possibilità espressive, da cui la parola nel titolo mihon'ichi (見本市? "fiera, mercato"). Il primo episodio è stato diffuso in tutto il mondo da Niconico il 7 novembre 2014, mentre l'ultimo il 9 ottobre 2015.

## Produzione
Il progetto è stato annunciato per la prima volta da Hideaki Anno durante il Tokyo International Film Festival, ed è stato ideato per dare ai nuovi autori d'animazione giapponesi una maggiore copertura per il pubblico internazionale. Il logo del progetto è stato realizzato da Hayao Miyazaki.

## I corti
La maggior parte dei cortometraggi consiste di opere originali, salvo alcuni che si rifanno ad anime preesistenti, come Mobile Suit Gundam, Neon Genesis Evangelion o Patlabor.
| Nº    | Titolo inglese Giapponese 「Kanji」 - Rōmaji | In onda           | In onda |
| Nº    | Titolo inglese Giapponese 「Kanji」 - Rōmaji | Giapponese        |         |
| 1     | The Dragon Dentist 「龍の歯医者」 - Ryū no haisha | 7 novembre 2014   |         |
| 1     | Una giovane ragazza si prende il pericoloso compito di spazzolare i denti dei draghi. |                   |         |
| 2     | Hill Climb Girl 「HILL CLIMB GIRL」 | 14 novembre 2014  |         |
| 2     | Hinako, una ciclista fanatica, sfida un altro ragazzo in una gara di biciclette. |                   |         |
| 3     | Me! Me! Me! 「ME!ME!ME!」 | 21 novembre 2014  |         |
| 3     | Videoclip per TeddyLoid. |                   |         |
| 4     | Carnage 「Carnage」 | 28 novembre 2014  |         |
| 5     | Yoshikazu Yasuhiko & Ichiro Itano: Collection of Key Animation Films from Mobile Suit Gundam 「安彦良和・板野一郎原撮集」 - Yasuhiko Yoshikazu Itano Ichirō gensatsu-shū                                                                | 5 dicembre 2014   |         |
| 6     | 20min Walk From Nishi-Ogikubo Station, 2 Bedrooms, Living Room, Dining Room, Kitchen, 2mos Deposit, No Pets Allowed. 「西荻窪駅徒歩20分2LDK敷礼2ヶ月ペット不可」 - Nishi-Ogikubo-eki toho 20 fun, 2 LDK, shikirei 2 kagetsu, petto fuka | 12 dicembre 2014  |         |
| 6     | Una ragazza si risveglia rimpicciolita al livello di un insetto nella stanza dove stava riposando. |                   |         |
| 7     | Until You Come to Me. 「until You come to me.」 | 19 dicembre 2014  |         |
| 8     | Tomorrow From There. 「そこからの明日。」 - Sokokara no ashita. | 9 gennaio 2015    |         |
| 9     | Electronic Superhuman Gridman: boys invent great hero 「電光超人グリッドマン boys invent great hero」 - Denkō chōjin Guriddoman boys invent great hero                                                                                  | 16 gennaio 2015   |         |
| 9     | Un giovane riceve il potere di trasformarsi nel supereroe Gridman Sigma per combattere le forze del male. |                   |         |
| 10    | Yamadeloid 「ヤマデロイド」 - Yamaderoido | 23 gennaio 2015   |         |
| 11    | Power Plant No. 33 「POWER PLANT No.33」 | 30 gennaio 2015   |         |
| 12    | Evangelion: Another Impact (Confidential) 「evangelion:Another Impact（Confidential）」 | 6 febbraio 2015   |         |
| 12    | La storia dell'attivazione di un nuovo Evangelion. |                   |         |
| 13    | Kanón 「Kanón」 | 13 marzo 2015     |         |
| 13    | Un corto basato sull'Adamo creatore di Karel Čapek. |                   |         |
| 14    | Sex & Violence with Machspeed 「Sex&VIOLENCE with MACHSPEED」 | 20 marzo 2015     |         |
| 15    | Obake-chan 「おばけちゃん」 - Obake-chan | 27 marzo 2015     |         |
| 16    | Tokio of the Moon's Shadow 「月影のトキオ」 - Tsukikage no Tokio | 6 aprile 2015     |         |
| 17    | Three Fallen Witnesses 「三本の証言者」 - Sanbon no shōgensha | 13 aprile 2015    |         |
| 18    | The Diary of Ochibi 「オチビサン」 - Ochibi-san | 20 aprile 2015    |         |
| 19    | I can Friday by day! 「I can Friday by day!」 | 4 maggio 2015     |         |
| 20A   | ME!ME!ME! CHRONIC feat.daoko/Teddyloid 「ME!ME!ME! CHRONIC feat.daoko/Teddyloid」 | 1º maggio 2015    |         |
| 20B   | (Making of)evangelion: Another Impact 「(Making of)evangelion: Another Impact」 | 1º maggio 2015    |         |
| 21    | Iconic Field 「偶像戦域」 - Gūzō sen'iki | 11 maggio 2015    |         |
| 22    | On a Gloomy Night 「イブセキヨルニ」 - Ibuseki yoru ni | 15 maggio 2015    |         |
| 23    | Memoirs of Amorous Gentlemen 「鼻下長紳士回顧録」 - Bikachō shinshi kaikoroku | 18 maggio 2015    |         |
| 24    | Rapid Rouge 「神速のRouge」 - Shinsoku no Rouge | 29 maggio 2015    |         |
| 25    | Hammerhead 「ハンマーヘッド」 - Hanmāheddo | 25 luglio 2015    |         |
| 26    | COMEDY SKIT 1989" Conte (Hitman) 1989 「コント（ころしや）1989」 - Konto (koroshiya) 1989 | 25 luglio 2015    |         |
| 27    | Bubu & Bubulina 「ブブとブブリーナ」 - Bubu to Buburīna | 25 luglio 2015    |         |
| 28    | ENDLESS NIGHT 「ENDLESS NIGHT」 | 1º agosto 2015    |         |
| 29    | BUREAU OF PROTO SOCIETY Nel lontano futuro ... Gli umani vivono nei rifugi sotterranei 「ヒストリー機関」 - Hisutorī kikan | 1º agosto 2015    |         |
| 30    | The Ultraman 「ザ・ウルトラマン」 - Za Urutoraman | 1º agosto 2015    |         |
| 31    | GIRL 「GIRL」 | 11 settembre 2015 |         |
| 32    | Neon Genesis IMPACTS 「新世紀いんぱくつ。」 - Shin seiki inpakutsu | 18 settembre 2015 |         |
| 33    | "Ragnarok" Hello from the Countries of the World 「世界の国からこんにちは」 - Sekai no kuni kara kon'nichiwa | 25 settembre 2015 |         |
| 34    | Robot on the Road 「旅のロボから」 - Tabi no robo kara | 2 ottobre 2015    |         |
| 35    | Cassette Girl 「カセットガール」 - Kasetto Gāru | 9 ottobre 2015    |         |
| Extra | Mobile Police Patlabor 「機動警察パトレイバーREBOOT」 - Kidō keisatsu Patoreibā REBOOT | 15 ottobre 2016   |         |